# Geoffrey West
Geoffrey Brian West (Taunton, 15 dicembre 1940) è un fisico britannico, ex presidente e illustre professore del Santa Fe Institute.
È uno dei principali scienziati che lavorano su un modello scientifico di città. Tra le altre cose, il suo lavoro afferma che con il raddoppio della popolazione di una città, varie risorse aumenteranno di un fattore 1,15. Ad esempio gli stipendi pro capite aumenteranno generalmente del 15%, il numero di servizi, come cinema e ristoranti, aumenteranno sempre del 15% e in compenso il costo dei servizi diminuirà sempre dello stesso fattore.

## Biografia

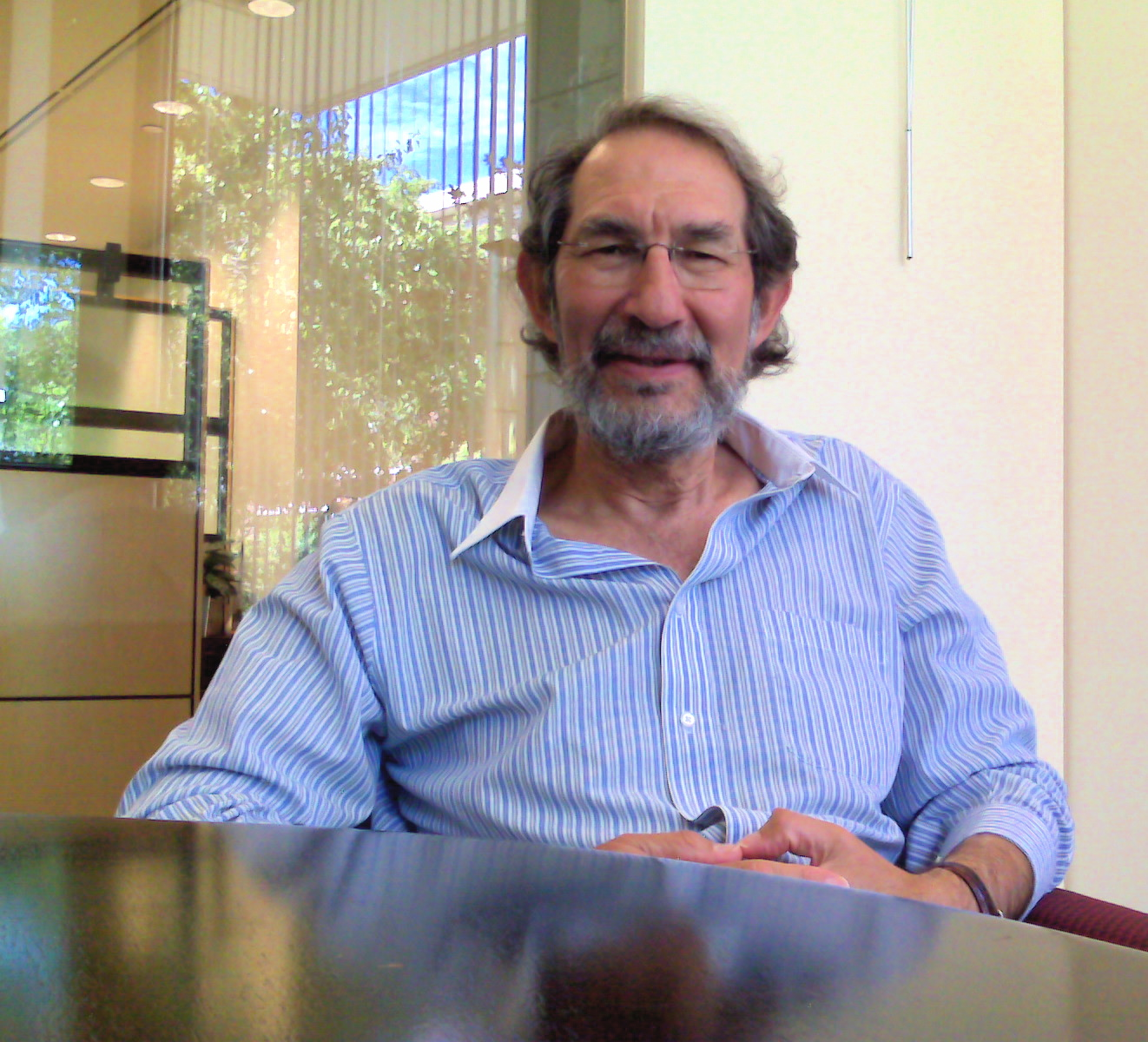
Geoffrey West (2007)

Nato a Taunton, nel Somerset, una cittadina rurale nell'Inghilterra occidentale, West si trasferì a Londra quando aveva 13 anni. Ha conseguito una laurea in fisica presso l'Università di Cambridge e ha proseguito gli studi universitari sul pione alla Stanford University.
West è diventato un membro della facoltà di Stanford prima di unirsi al gruppo di teoria delle particelle presso il Los Alamos National Laboratory del New Mexico. Dopo Los Alamos, divenne presidente del Santa Fe Institute, dove si occupò di questioni di biologia come la legge allometrica e altre leggi di potenza.
West è stato premiato dalla rivista Time come uno delle 100 persone più influenti del 2006. È membro del World Scientific Dialogue Scientific Board.

## Pubblicazioni selezionate
- Necia Grant Cooper, Geoffrey B. West (a cura di ) Fisica delle particelle: un primer di Los Alamos. Archivio CUP, 29 aprile 1988.
- Brown, James H. e Geoffrey B. West, a cura di. Ridimensionamento in biologia. Oxford University Press, 2000.
- Geoffrey West, Scale: the universal laws of growth, innovation, sustainability, and the pace of life in organisms, cities, economies, and companies, London, United Kingdom, Penguin Press, 16 May 2017, ISBN 978-178022559-3.

Articoli (selezione)
- Geoffrey B. West, James H. Brown e Brian J. Enquist, A general model for the origin of allometric scaling laws in biology (PDF), in Science, vol. 276, n. 5309, 1997,  pp. 122-126, DOI:10.1126/science.276.5309.122, PMID 9082983.
- West, Geoffrey B., James H. Brown e Brian J. Enquist. "La quarta dimensione della vita: geometria frattale e ridimensionamento allometrico degli organismi." scienza 284.5420 (1999): 1677–1679.
- West, Geoffrey B., James H. Brown e Brian J. Enquist. "Un modello generale per la struttura e l'allometria dei sistemi vascolari delle piante." Nature 400.6745 (1999): 664–667.
- J. F. Gillooly, J. H. Brown e G. B. West, Effects of size and temperature on metabolic rate, in Science, vol. 293, n. 5538, 2001,  pp. 2248-2251, Bibcode:2001Sci...293.2248G, DOI:10.1126/science.1061967, PMID 11567137. URL consultato il 14 gennaio 2020 (archiviato dall'url originale il 4 marzo 2016).
- J. H. Brown, J. F. Gillooly e A. P. Allen, Toward a metabolic theory of ecology (PDF), in Ecology, vol. 85, n. 7, 2004,  pp. 1771-1789, DOI:10.1890/03-9000.
- Bettencourt, LM, Lobo, J., Helbing, D., Kühnert, C., & West, GB (2007). "Crescita, innovazione, ridimensionamento e ritmo di vita nelle città." Atti dell'Accademia nazionale delle scienze, 104 (17), 7301-7306.
- West, Geoffrey, Wisdom in numbers, in Scientific American, vol. 308, n. 5, May 2013,  p. 7. URL consultato il 28 January 2016.[10]